# Gobernación de Atjeh y Dependencias

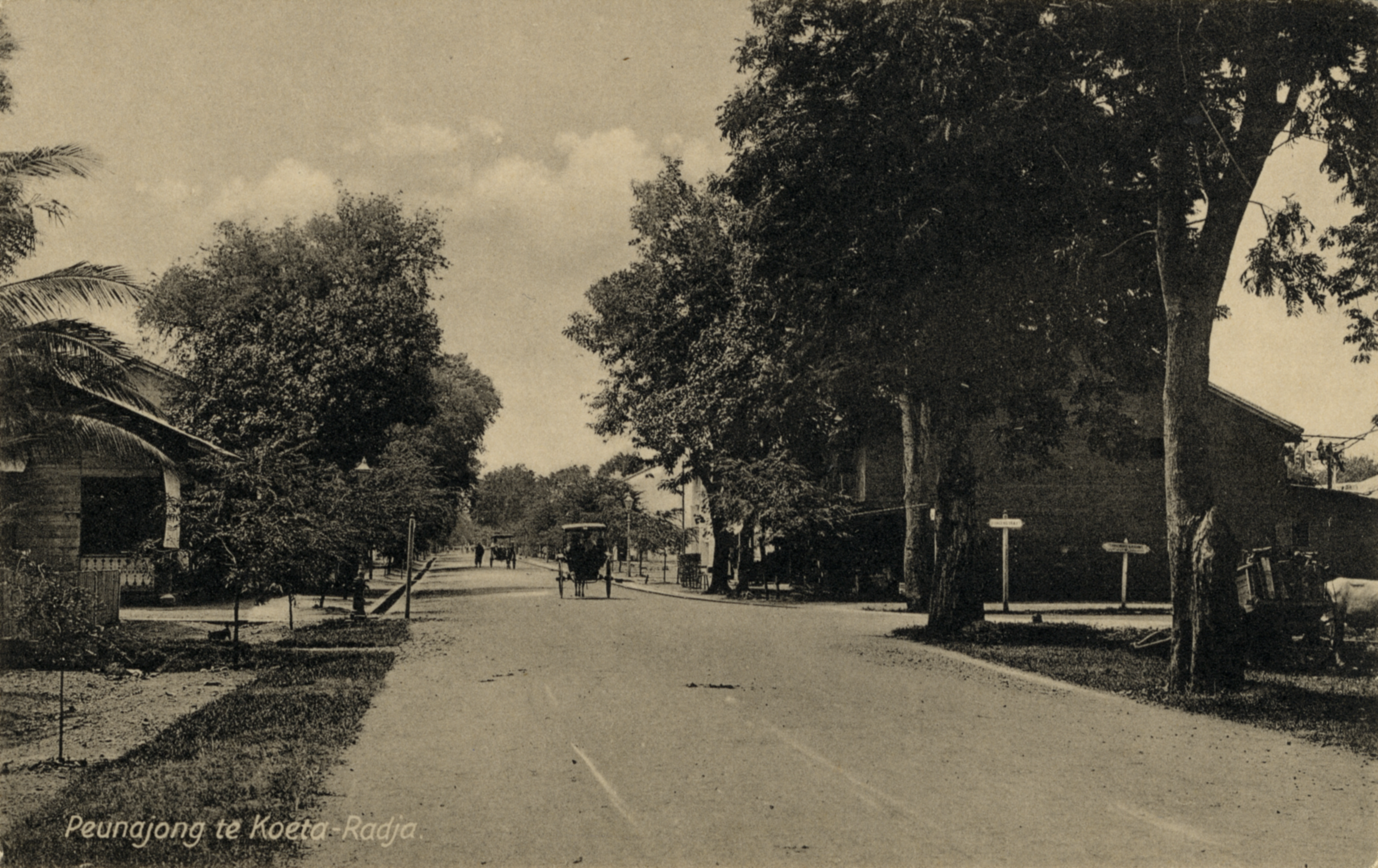
Fotografía de una calle de Koeta-Radja cerca de 1910.

La Gobernación de Atjeh y Dependencias (en neerlandés: Gouvernement Atjeh en Onderhoorigheden) fue una subdivisión administrativa (una gobernación) de las Indias Orientales Neerlandesas ubicada al norte de Sumatra, en la región actual de Aceh, Indonesia, que existió desde finales del siglo XIX hasta 1938. La capital de la gobernación era Koetaradja (ahora conocida como Banda Aceh. En 1938, debido a una reorganización de la estructura de gobierno de las Indias Neerlandesas, dejó de tener un gobernador y pasó a ser una residencia, llamada Residencia de Atjeh y Dependencias (en neerlandés: Residentie Atjeh en Onderhoorigheden).

## Historia

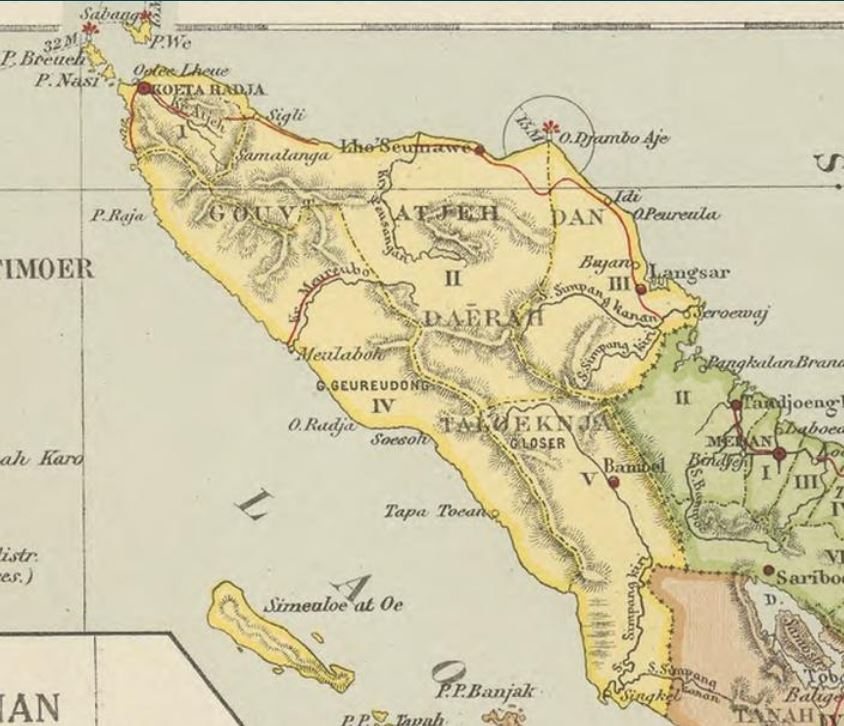
Mapa de la Gobernación de Atjeh en 1909 en idioma malayo.

La Gobernación de Atjeh y Dependencias fue creada por los neerlandeses durante la Guerra de Aceh en el territorio del Sultanato de Aceh que estaban intentando conquistar, por lo que a pesar de haber sido creada a fines del siglo XIX, de hecho no controlaba gran parte del territorio durante un tiempo. Parte de la razón de su éxito fue la cooperación de las élites locales para participar en su mandato. Con la llegada del siglo XX, fue gobernada por un governador cívico-militar y un residente de asuntos acehneses (en neerlandés: resident voor de Atjehsche zaken) así como varios residentes asistentes. La estructura gubernamental de Atjeh tenía influencias del estudioso orientalista Christiaan Snouck Hurgronje. Las fronteras también se modificaron: en 1902 y 1904 Trumon y Singkil se transfirieron a Atjeh desde la residencia de Tapanoeli.
La región no terminó siendo pacificada por los neerlandeses incluso después del final de la guerra de Aceh y los conflictos continuaron en regiones remotas hasta el final del dominio neerlandés. No obstante, a medida que aumentaba su control de la región con el final del conflicto principal, los neerlandeses construyeron una cantidad importante de infraestructura después de 1908, entre las que se pueden citar un sistema de carreteras, tranvías y negocios. También eliminaron a muchos de los antiguos ulama y jefes de aldeas que eran leales al sultanato y en su lugar los reemplazaron con sus subordinados o familiares que estuvieran dispuestos a colaborar.
A partir de 1901 y hasta las últimas décadas del dominio neerlandés, hubo una exploración y explotación importante de petróleo en esta residencia.
La gobernación se subdividió en 1914 en cinco divisiones (en neerlandés: afdeeling), cada una con un residente asistente:

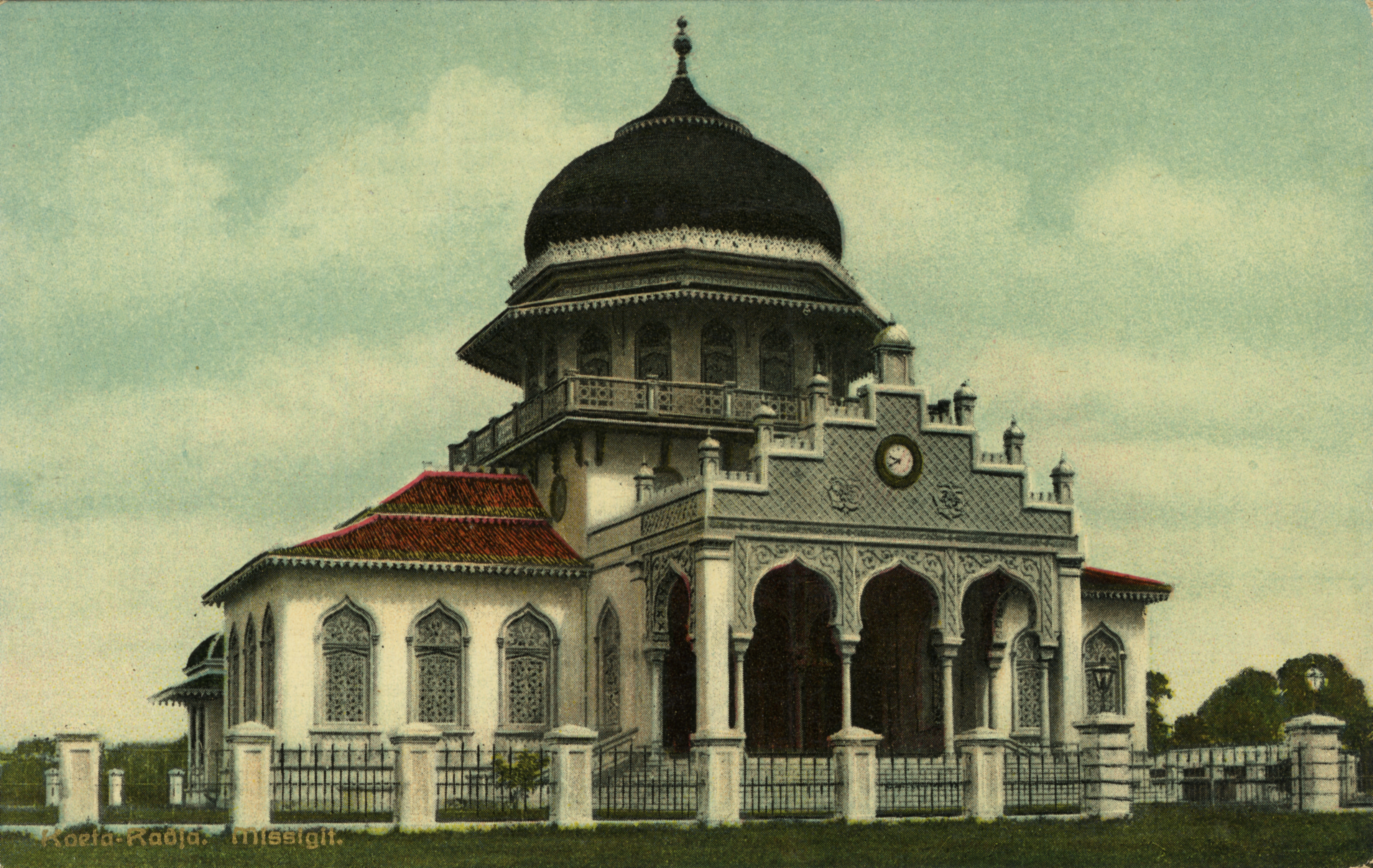
Mezquita en Koeta-Radja cerca de 1910.

- Groot-Atjèh, con sede en Koeta-Radja y regida por un residente asistente, y también comprendía Sabang, Ulèë Lheuë y Lhoknga;
- Noordkust van Atjèh, con sede en Lhokseumawe y regida por un residente asistente, y también comprendía Sigli, Meureudu, Bireuën, Lhoksukon y Takengon;
- Oostkust van Atjèh, con sede en Langsa y regida por un residente asistente, y también comprendía Idi Rayeuk, Temijang, Sërbödjadi y Gayo Lues;
- Westkust van Atjèh, con sede en Meulaboh y regida por un residente asistente, y también comprendía Calang, Tapaktuan, Singkil y Simeulue;
- y Alaslanden, con sede en Kutacane y regida por un funcionario de nivel inferior.

En 1938, todas las residencias y gobernaciones en Sumatra se reorganizaron bajo la nueva Gobernación de Sumatra. Por lo tanto, Atjeh dejó de tener un gobernador y se convirtió en una residencia: la Residencia de Atjeh y Dependencias (en neerlandés: Residentie Atjeh en Onderhoorigheden). Su único residente fue J. Pauw, quien ocupó el cargo desde 1938 hasta la invasión japonesa de las Indias Orientales Neerlandesas en 1942. Durante la revolución nacional indonesia después de la salida japonesa, se suprimió la residencia y, luego de un breve período de convertirse en una provincia de la República de Indonesia en diciembre de 1949, pasó a ser parte de la Provincia de Sumatra Septentrional. Sin embargo, las subdivisiones administrativas básicas se utilizaron como regencias en Indonesia, con algunos cambios.